# گروه ایسل
گروه ایسل (انگلیسی: Essel Group) شرکت خوشه‌ای هندی است، که در سال ۱۹۲۶ تأسیس شد‌.